# Oriflam
 (octobre 2010).
Si vous disposez d'ouvrages ou d'articles de référence ou si vous connaissez des sites web de qualité traitant du thème abordé ici, merci de compléter l'article en donnant les références utiles à sa vérifiabilité et en les liant à la section « Notes et références ».
Oriflam est une société d'édition de jeux de simulation créée à Metz en 1986.
Oriflam a été fondé à la suite de l'ouverture de deux magasins spécialisés dans les jeux de simulation. Excalibur Metz (rue du pont des morts) ouvert en 1983 par Jean-Marc Daniszewski et Excalibur Nancy (rue de la commanderie) ouvert en 1984 par Jean-Marc Delorme. 

## Historique
Cette section ne s'appuie pas, ou pas assez, sur des sources secondaires ou tertiaires indépendantes du sujet.

Pour l'améliorer, ajoutez-en, ou placez des modèles {{Source secondaire souhaitée}} ou {{Source secondaire nécessaire}} sur les passages mal sourcés. (février 2023)
L'essentiel des produits vendus dans ces deux boutiques étant à 80 % des produits d'importation en langue anglaise et, étant donné qu'il existait peu de société d'édition de jeux de simulation produisant des produits en langue française, Jean-Marc Daniszewski et Jean-Marc Delorme ont décidé de s'associer début 1986 pour fonder Oriflam. L'objectif de l'entreprise  était d'acheter les droits de produits ayant été un succès en anglais pour les éditer en langue française. Le succès de L'Appel de Cthulhu édité par Jeux Descartes, et du Jeu de rôle des Terres du Milieu édité par Hexagonal ont conforté les deux entrepreneurs à persévérer dans leur projet. 
Après avoir trouvé les financements nécessaires pour lancer leur société, les fondateurs, adeptes du système de jeu créé par Greg Stafford, ont jeté leur dévolu sur un jeu de la société Chaosium : Stormbringer inspiré du Cycle d'Elric de Menilbonné de Michael Moorcock. Ce produit édité en 1981, avait déjà démontré son succès aux États-Unis. Avec l'appui de la société d'édition Jeux Descartes, Oriflam réussit à obtenir les droits d'édition en langue française de Stormbringer auprès de Greg Stafford, fondateur de Chaosium en automne 1986. C'est Philippe Dohr, un ami des deux fondateurs qui sera le premier salarié de l'entreprise et qui prendra en charge la réalisation du projet. Il aboutira par la sortie du jeu en avril 1987, distribué par une centaine de magasins spécialisés sur le territoire français. Dès sa commercialisation, Stormbringer est un succès immédiat et les 10 000 premiers exemplaires imprimés par IGD sont vendus en trois mois. De fait, s'enchaîne rapidement la publication des suppléments du jeu avec la parution de Démons et Magie, l'Écran du Maître de jeu...
La particularité d'Oriflam par rapport aux autres sociétés d'édition, est d'apporter sa touche personnelle par rapport à l'édition originale[source secondaire nécessaire]. Oriflam porte un soin particulier à la qualité de la traduction, à la mise en page des livrets, et à la qualité de l'impression[non neutre]. Mais, le point d'orgue figure essentiellement sur l'illustration des livrets de jeu. Dès la parution de son premier jeu, Oriflam initie l'intégration de quelques dessins. Au fur et à mesure de la sortie des suppléments de Stormbringer, Oriflam s'émancipe du produit original pour remanier complètement sa création artistique[réf. nécessaire]. Oriflam fait appel à des artistes issus de l'école des Beaux Arts de Metz, Nancy et Paris[réf. nécessaire]. Dans un premier temps, ces adjonctions se font sous la haute surveillance des éditeurs américains qui validaient chaque insertion graphique[réf. nécessaire]. Et pour finir, dès la parution de son second jeu RuneQuest, un remaniement intégral du produit est opéré y compris pour la boîte. Le niveau de confiance acquis par Oriflam auprès des éditeurs américains s'est conclu par la mise en œuvre d'office des modifications sans aval préalable[réf. nécessaire]. Cela ira jusqu'au rachat des versions graphiques françaises pour les éditions américaines[source secondaire nécessaire]. 
Fin 1987, avec le succès de son premier produit, Oriflam développe un programme d'édition. La structure doit s'étoffer et les rôles se répartissent naturellement entre Philippe Dohr, directeur de collection, qui entre au capital de l'entreprise à hauteur de 33 %, Jean-Marc Daniszewski, directeur commercial et Jean-Marc Delorme, directeur administratif et financier. 
1988, premier salon du jouet pour l'entreprise en janvier, premier salon de la maquette et du jeu de simulation en avril avec en guest star sur le stand Greg Stafford[réf. souhaitée]. Tous les mois, Oriflam sort un nouveau produit[source secondaire nécessaire]. Courant 1988, l'entreprise sort de sa cave de Mey pour s'installer dans des locaux plus adaptés à Montigny-lès-Metz. Raphael Ferry qui a ouvert Excalibur Strasbourg en 1987 entre au capital d'Oriflam à hauteur de 25 % en 1988 et prend le poste de directeur de la communication. Pour faire face à cette croissance, les embauches se succèdent plus rapidement que le chiffre d'affaires. Lors de cette année 1988, Oriflam diversifie son activité en éditant sous licence des jeux de plateau La Fureur de Dracula, des wargames Tank Leader Ouest, un magazine spécialisé Tatou et en ouvrant un magasin de jeux de société grand public sous l'enseigne Excalibur dans le centre-ville de Metz.  
1989, Oriflam est en proie à de sérieuses difficultés financières. Les raisons en sont multiples : croissance trop rapide, l'échec de sa première création fin 1988 Multimondes, l'autofinancement à 100 % de toutes ses éditions, un réseau de distribution trop limité aux magasins spécialisés, l'émergence de l'informatique et des jeux multimédias[source secondaire nécessaire]. En février 1989, l'imprimeur IGD a pris 51 % du capital de l'entreprise en rachetant les actions de Jean-Marc Delorme et Raphael Ferry. 
2012 Rachat par Intrafin
Jean-Marc Delorme a quitté Oriflam en mars 1989 pour prendre la direction du développement de l'enseigne de TV Hifi vidéo multimédia "Connexion" puis en 1994 la direction métier multimédia de l'enseigne.

## Jeux de société
- Le Roi Arthur, 1987
- Excalibur, 1989
- Tank Leader Ouest, mai 1988 (traduction du jeu d'histoire/wargame de l'éditeur américain West End Games, VO : Tank Leader West)
- La fureur de Dracula , 1989
- Krystal, 1989, Pierre Cléquin, Fabrice Cayla, Bruno Faidutti et Jean-Pierre Pecau
- Brillance, 2006, Frédéric Moyersoen
- traductions de jeux d'histoire (wargames) de la société américaine The Gamers dans la série Standard Combat Series :
  - Afrikaa
  - Uranus
  - Yom Kippour
- traductions de jeux d'histoire (wargames) de la société américaine GMT Games :
  - SPQR (titre VO idem) et ses deux premières extensions (Eléphants de Guerre et Consuls, VO : War elephants et Consuls for Rome)
  - Nach Frankreich (VO : Victory in the West)

## Jeux de rôle
- Stormbringer (jeu de rôle), avril 1987
  - Écran Stormbringer, mai 1987
  - Démons et Magie pour Stormbringer, juin 1987
  - Le chant des enfers pour Stormbringer, septembre 1987
  - L'octogone du Chaos pour Stormbringer, février 1988
  - Les voleurs d'âmes pour Stormbringer, décembre 1988

- RuneQuest, janvier 1988
  - Écran de Runequest, juin 1988
  - Les dieux de Glorantha, janvier 1987[2]
  - Dorastor, janvier 1996[3]
  - Genertela, janvier 1988[4]
  - Les Guerriers du Soleil, janvier 1992[5]
  - Les Monts Arc-en-ciel, janvier 1989[6]
  - Le roi de Sartar, septembre 1993[7]
  - Les ruines hantées, janvier 1989[7]
  - Sous le signe du chaos, janvier 1994
  - La Voie du Sabre, supplément contextuel pour jouer dans le Japon médiéval, janvier 1995

- Hawkmoon, juillet 1988
  - Écran d'Hawkmoon, septembre 1988
  - Chair et métal, 1995

- Multimondes, décembre 1988
- Cyberpunk, 1990
  - Solo of Fortune, 1990. Sorti un an avant la traduction de du livre de règle Cyberpunk 2020, ce supplément était destiné initialement à la version 2013 des règles.
  - Cyberpunk 2020, livre de règles 1991
  - Ecran de jeu Fire & Forget, 1991
  - Chrome, 1991
  - Folorn Hope, 1992
  - Night City, 1992
  - Protect & Serve, 1993
  - Les enfants de la nuit, 1993 (comment faire entrer le surnaturel dans Cyberpunk)
  - Chrome 2, 1994
  - Corpobook 1, 1994
  - Arasaka Brainworm, 1995
  - Eurotour, 1995
  - Wildside, 1995
  - Chrome 3, 1996
  - Home of the Brave, 1996
  - Firestorm : Storm front, 1998
  - Firestorm : Shockwave, 1999
  - Flashpack, Avril 2007, Écran + introduction au monde de Cyberpunk 203X
  - Cyberpunk 3.0, septembre 2007
  - Edgerunner, septembre 2008
  - Dead like me, août 2010
- Chill, janvier 1994
  - Écran du maître de jeu, janvier 1994
  - De chair et de sang, janvier 1994
  - Lycanthropes, janvier 1995

- Post mortem, 2003, Bertrand Bry

## Magazine
- Tatou, novembre 1988- à juin/juillet 1996 (vingt-sept numéros)